# گویین
گویین، روستایی از توابع بخش پاریز شهرستان سیرجان در استان کرمان است.

## جمعیت
این روستا در دهستان سعادت‌آباد قرار دارد و براساس سرشماری مرکز آمار ایران در سال ۱۳۹۵، جمعیت آن ۸۷ نفر (۲۹ خانوار) بوده‌است.